# 31e division d'infanterie (France)
Pour les articles homonymes, voir 31e division.
La 31e division d'infanterie est une division d'infanterie de l'armée de terre française qui a participé à la Première Guerre mondiale et à la Seconde Guerre mondiale.

## Les chefs de la31edivisiond’infanterie
- 20 octobre 1873 : général Brincourt
- 12 février 1883 - 23 septembre 1885 : général Cérez
- 28 octobre 1885 : général Borson
- 9 août 1890 : général Landrut
- 13 novembre 1893 - 16 août 1898 : général de Boisfleury
- 11 juillet 1898 - 13 octobre 1898 : général Courbassier
- 7 novembre 1898 - 18 septembre 1901 : général Decharme
- 24 septembre 1901 - 13 janvier 1904 : général Laplace
- 8 juillet 1904 : général Robert
- 27 mars 1907 - 1er janvier 1911 : général Calvel
- 1er octobre 1913 : général Bloch
- 21 mai 1914 : général Vidal
- 15 octobre 1915 : général de Cadoudal
- 2 janvier 1917 - 7 février 1924 : général Martin
- 21 février 1924 - 1er janvier 1925 : général Daydrein
- 22 janvier 1928 - 16 août 1930 : général Bineau
- 4 novembre 1931 - 23 juillet 1934 : général Pagézy (sl)
- 3 juillet 1934 - 30 novembre 1937 : général Lepetit
- 22 mars 1938 - 21 mai 1940 : général Ihler
- mai - juin 1940 : général Vauthier

## De 1873 à 1914
La division est créée par le décret du 28 septembre 1873. Située en 16e région militaire (16e corps d'armée), elle a son état-major à Montpellier et est constituée de deux brigades :
- 61e brigade d'infanterie :
  - 26e régiment d'infanterie de ligne,
  - 69e régiment d'infanterie de ligne,
- 62e brigade d'infanterie :
  - 37e régiment d'infanterie de ligne,
  - 79e régiment d'infanterie de ligne.

## Première Guerre mondiale

### Composition au cours de la guerre
- Infanterie :

81e régiment d’infanterie d’août 1914 à novembre 1918
96e régiment d’infanterie d’août 1914 à novembre 1918
122e régiment d’infanterie d’août 1914 à novembre 1918
142e régiment d’infanterie d’août 1914 à juin 1915
322e régiment d’infanterie de juin 1915 à août 1916 (dissolution)
- Cavalerie :

1 escadron (puis 2 à partir de janvier 1917) du 1er régiment de hussards d'août 1914 à novembre 1918
- Artillerie :

3 groupes de 75 du 56e régiment d'artillerie de campagne d'août 1914 à novembre 1918
104e batterie de 58 du 9e régiment d'artillerie de campagne de juillet 1916 à janvier 1918
101e batterie de 58 du 56e régiment d'artillerie de campagne de janvier à novembre 1918
11e groupe de 155c du 116e régiment d'artillerie lourde de janvier à juillet 1918
5e groupe de 155c du 116e régiment d'artillerie lourde de juillet à novembre 1918
- Génie :

compagnie 16/1 du 2e régiment du génie
un bataillon du 35e régiment d’infanterie territoriale d'août à novembre 1918

### Historique

#### 1914
- Mobilisée dans la 16e région

- 6 – 10 août : transport par V.F. dans la région de Mirecourt.
- 10 – 14 août : mouvement par Bayon, vers Lunéville.
- 14 – 20 août : offensive par Xousse et Maizières, en direction de Loudrefing.

17 août : combat de Rorbach.
18 août : combats sur le canal des Salines, vers Loudrefing.
- 20 – 25 août : engagée dans la Bataille de Morhange, vers Bisping. À partir du 21 août, repli, par Moussey et Laneuveville-aux-Bois, vers Bayon : 22 août, combats vers Bonviller.
- 25 août – 12 septembre : engagée dans la bataille du Grand-Couronné : combats dans la région de Gerbéviller.
- 12 – 17 septembre : reprise de l’offensive et progression jusque sur la Vezouze, à l’est de Lunéville.
- 17 – 22 septembre : retrait du front et repos vers Nancy, le 21, mouvement vers Royaumeix.
- 22 septembre – 12 octobre : engagée dans la bataille de Flirey : combat vers Bernécourt, Beaumont et Seicheprey ; puis stabilisation du front et occupation d’un secteur vers le bois de Mort-Mare et Flirey, étendu à gauche, le 6 octobre, jusque vers Seicheprey.
- 12 – 21 octobre : retrait du front, transport par VF de Toul, à Château-Thierry. À partir du 14, mouvement, par Grisolles, Berzy-le-Sec et Vivières, vers la région de Compiègne : repos.
- 21 – 26 octobre : mouvement par Rollot, vers Davenescourt, puis, le 25 octobre, transport par VF de Montdidier à Bailleul.
- 26 octobre – 8 décembre : transport par camions vers Ypres. Engagée dans la Bataille d’Ypres, vers Wallemolen et le sud de Poelcappelle  :

27 - 30 octobre : combats vers Poelcapelle.
2 - 5 novembre : éléments engagés vers Gheluvelt et Velthoek. À partir du 8 novembre, mouvement de rocade, et occupation d’un secteur vers Zwarteleen et Saint-Éloi, réduit à droite, le 19 novembre, jusque vers le château à 1 kilomètre ouest d’Hollebeke.
8 - 11 novembre : combats vers Klein-Zillebeke.
- 8 décembre 1914 – 3 février 1915 : mouvement de rocade et occupation d’un nouveau secteur entre le château à 1 kilomètre ouest d’Hollebeke et Saint-Éloi, étendu à gauche, à la fin décembre, jusque vers Zwarteleen.

14 et 16 décembre : attaques françaises.

#### 1915
- 3 février – 5 mars : retrait du front et transport par camions dans la région de Diéval ; repos. À partir du 7 février, mouvement par étapes vers Neuville-lès-Lœuilly : repos. À partir du 22 février, transport par V.F. de la région d’Amiens, dans celle de Châlons-sur-Marne : stationnement vers Cuperly et Vadenay.
- 5 mars – 2 septembre : mouvement vers le front et occupation d’un secteur vers la cote 196 et la ferme Beauséjour (guerre de mines).

12 - 25 mars : combats vers la ferme Beauséjour et la cote 196 (1re Bataille de Champagne).
3 avril - 24 août : front étendu à gauche, jusqu’au nord du Mesnil-lès-Hurlus.
27 avril : perte de la partie nord du Trapèze.
4 mai : contre-attaque française. À partir du 1er juin, front étendu, à droite, jusque vers Massiges.
17 août : front réduit, à droite, jusque vers la cote 180.
- 2 – 24 septembre : retrait du front ; repos et instruction vers Possesse.
- 24 septembre – 26 décembre : mouvement vers Valmy, engagée à partir du 26 septembre, dans la 2e bataille de Champagne : attaques dans la région ouest de Tahure ; puis occupation d’un secteur vers la butte de Tahure et l’est de la cote 193, réduit à gauche, le 3 octobre.

12 - 15 octobre : mouvement de rocade, et occupation d’un nouveau secteur vers la cote 193 et la butte de Souain
28 octobre : front étendu, à droite jusqu'à la route de Tahure à Somme-Py.
7 - 12 décembre : attaque allemande et contre-attaques françaises.
- 26 décembre 1915 – 20 février 1916 : retrait du front et transport par VF dans la région de Mareuil-le-Port : repos et instruction. À partir du 22 janvier 1916, mouvement vers le camp de Ville-en-Tardenois ; instruction. À partir du 4 février, mouvement vers la région de Cumières, Damery ; repos.

#### 1916
- 20 février – 9 juillet : mouvement vers le nord et occupation d’un secteur vers Condé-sur-Aisne et l’ouest de Moussy-sur-Aisne.
- 9 – 29 juillet : retrait du front ; repos vers Ville-en-Tardenois. À partir du 15 juillet, transport par VF dans la région de Revigny. À partir du 19, repos vers Vaubécourt.
- 29 juillet – 15 août : transport par camions à Verdun. Engagée, à partir du 5 août, dans la Bataille de Verdun vers le bois d’Haudromont et l’ouvrage de Thiaumont.

8 août : attaque allemande.
- 15 août – 4 septembre : retrait de front et repos au sud de Pierrefitte.
- 4 septembre – 16 décembre : mouvement vers le nord et occupation d’un secteur entre l’Aire et la Haute Chevauchée (guerre de mines).
- 16 décembre 1916 – 1er février 1917 : mouvement de rocade et occupation d’un secteur dans la région l’Aire, Avocourt.

#### 1917
- 1er – 27 février : retrait du front : repos au sud de Dombasle-en-Argonne.
- 27 février – 2 juillet : occupation d’un secteur au Mort-Homme, entre Charny et la Hayette, réduit à droite, le 10 juin, vers Marre.
- 2 – 20 juillet 1917 : retrait du front ; repos vers Combles.
- 20 juillet – 1er septembre 1917 : mouvement vers le front : préparatifs de l’offensive projetée. 18 août, occupation d’un secteur vers [(Chattancourt]) et la Hayette. À partir du 20 août, engagée dans la 2e Bataille Offensive de Verdun : attaque et conquête du Mort-Homme ; organisation des positions conquises vers Béthincourt et les abords ouest de Forges.
- 1er septembre – 4 octobre : retrait du front. À partir du 5 septembre, transport par VF de la région de Revigny, dans celle de Villersexel : instruction et travaux de deuxième position.
- 4 octobre – 5 novembre : instruction vers Bessoncourt.
- 5 novembre 1917 – 7 février 1918 : mouvement vers le front et occupation d’un secteur vers Burnhaupt-le-Haut et Leimbach.

#### 1918
- 7 février – 31 mars : retrait du front et travaux vers Rougemont-le-Château. À partir du 26 mars, mouvement vers Giromagny.
- 31 mars – 29 avril : transport par VF à Estrées-Saint-Denis, puis partie par étapes et partie par camions, mouvement vers Bergues ; à partir du 27 avril, repos vers Abeele.
- 29 avril – 17 mai : engagée dans la 3e bataille des Flandres : attaque et prise de Locre ; jusqu’au 6 mai, violentes actions quotidiennes ; puis organisation et défense du front de Locre, le château de Locre.
- 17 mai – 2 juin : retrait du front ; repos vers Dunkerque. Le 24 mai, transport par VF dans la région de Rosières-aux-Salines.
- 2 juin – 23 août : occupation d’un secteur vers Brin et Bezange-la-Grande.
- 23 août – 3 septembre : retrait du front, et, à partir du 26 août, transport par V.F. à Villers-Cotterêts ; repos et instruction au sud de Pierrefonds.
- 3 septembre – 12 octobre : mouvement vers le front. Engagée dans la poussée vers la position Hindenburg : attaque des positions ennemies au nord de l’Ailette ; le 6 septembre, prise de Quincy-Basse ; puis organisation des positions conquises, vers Quincy-Basse et le bois de Mortier.
- 12 octobre – 4 novembre : reprise de l’offensive dans le massif de Saint-Gobain. À partir du 20 octobre, engagée dans la bataille de la Serre : prise de Crépy-en-Laonnois : passage de  la Serre à Mortiers.
- 4 novembre – 11 novembre : retrait du front dans la région de Mareuil-sur-Ourcq. À partir du 10 novembre, travaux pour le GMP.

### Rattachements
Affectation organique : 16e corps d’armée, d’août 1914 à novembre 1918
- 1re armée

16 septembre – 12 octobre 1914
- 2e armée

2 août – 15 septembre 1914
22 – 24 octobre 1914
11 – 19 février 1915
20 septembre – 26 décembre 1915
15 juillet 1916 – 4 septembre 1917
- 3e armée

27 octobre – 11 novembre 1918
- 4e armée

20 février – 9 août 1915
- 5e armée

27 décembre 1915 – 14 juillet 1916
31 mars – 16 avril 1918
- 6e armée

13 – 21 octobre 1914
- 7e armée

5 septembre 1917 – 30 mars 1918
- 8e armée

16 novembre 1914 – 3 février 1915
24 mai – 26 août 1918
- 10e armée

4 – 10 février 1915
17 – 25 avril 1918
27 août – 26 octobre 1918
- Détachement d'armée de Belgique

25 octobre – 15 novembre 1914
- Détachement d'armée du Nord

26 avril – 23 mai 1918
- Groupement Pétain

10 août – 19 septembre 1915

## L'entre-deux-guerres

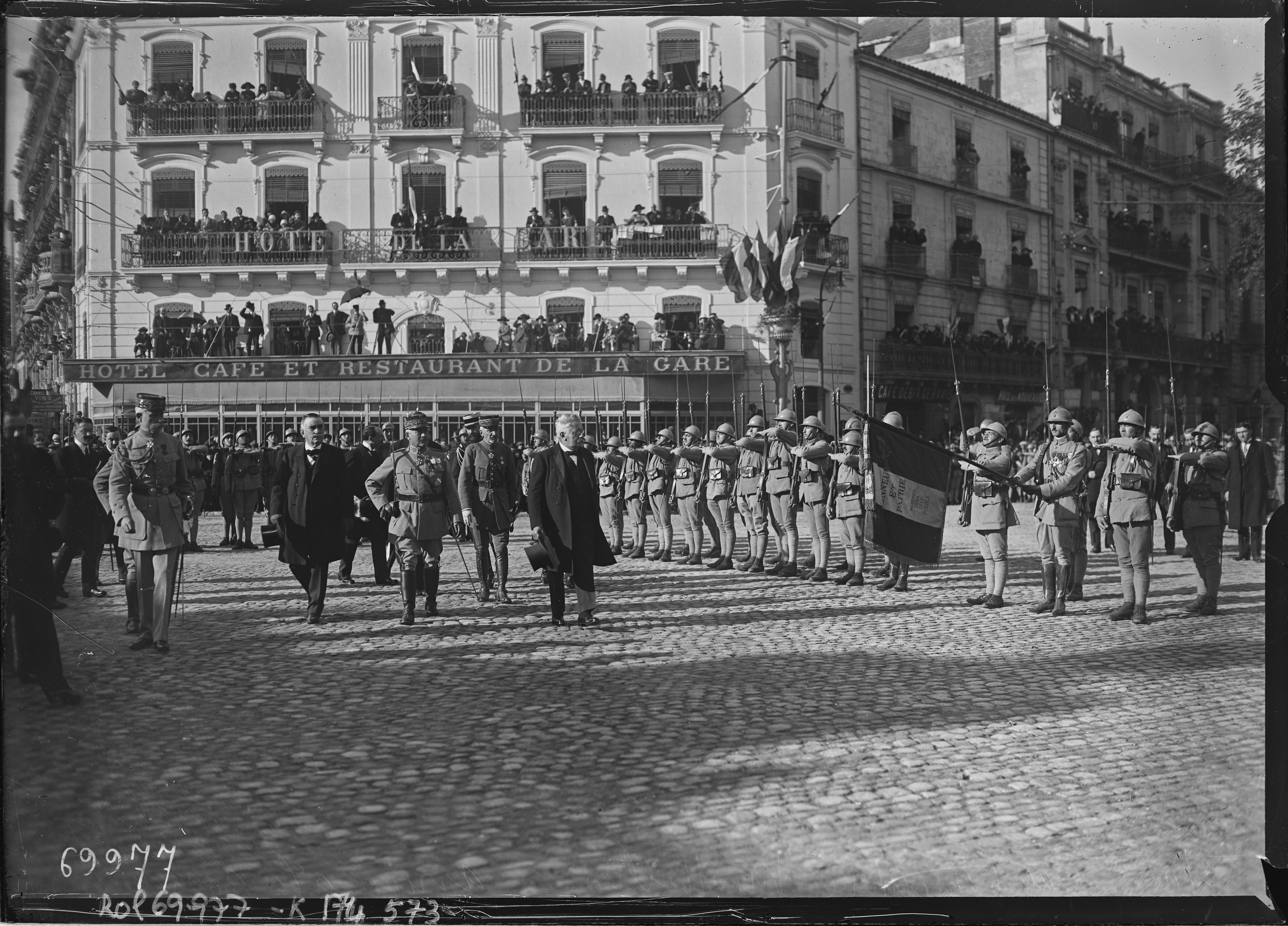
Le accueille le président Millerand à Montpellier en novembre 1921.

Dissoute à la fin de la Grande Guerre, la 31e DI est reconstituée en 1921.
Le 15 octobre 1930, la division passe sur le type montagne et ses régiments d'infanterie (15e à Albi et Rodez, 80e à Narbonne et Castelnaudary et 81e à Montpellier et Béziers) deviennent des régiments d'infanterie alpine [sic] (RIA). De même à Montpellier, le 56e régiment d'artillerie et le 28e régiment du génie deviennent des régiments de montagne. Cette transformation est soutenue par l'arrivée du général Dosse, nommé en 1931 à la tête du 16e région militaire après avoir commandé une division dans les Alpes.

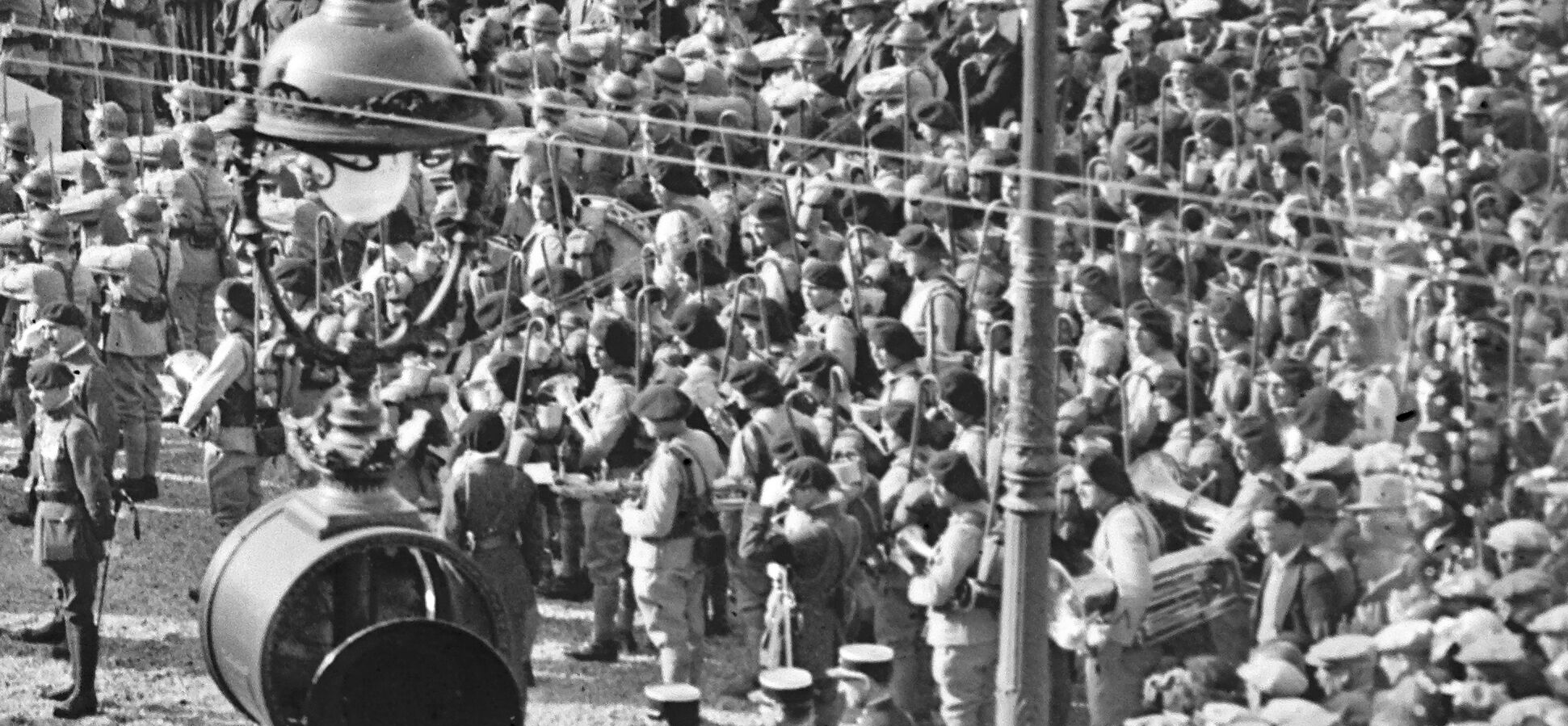
La musique du (avec bérets alpins et cannes de montagne) à Rivesaltes en novembre 1931.

Chaque régiment d'infanterie forment une section d'éclaireurs-skieurs et les militaires vont effectuer des périodes d'entraînement dans les Alpes ou les Pyrénées.
En 1935, la division perd le 80e RIA qui rejoint la Lorraine. Le 15e RIA détache alors un bataillon à Castelnaudary et le 81e RIA un bataillon à Narbonne.
Lors de la retirada à la fin de la guerre d'Espagne, les régiments de la division participent aux opérations d'internement des réfugiés républicains.

## Seconde Guerre mondiale

### Composition
En 1939-1940, la 31e division d'infanterie, type montagne, se compose de :
- 15e régiment d'infanterie alpine
- 81e régiment d'infanterie alpine
- 96e régiment d'infanterie alpine (formé à la mobilisation à Montpellier et Narbonne avec un noyau de militaires d'active des deux autres régiments)
- 56e régiment d'artillerie divisionnaire
- 256e régiment d'artillerie lourde divisionnaire
- 23e groupe de reconnaissance de division d'infanterie
- et tous les services (Sapeurs mineurs, télégraphique, compagnie auto de transport, groupe sanitaire divisionnaire, groupe d'exploitation, etc.).

### Historique
À la mobilisation, la 31e DI gagne les Hautes-Alpes puis, l'Italie étant restée neutre, rejoint à l'hiver la région de Ferrette, sur la frontière suisse. À partir de février 1940, la division s'installe dans la zone de Bitche.
Le 10 mai 1940, la 31e DI fait partie 8e corps d'armée qui est intégré à la 5e armée. Elle rejoint le 18 mai le front de la Somme. Se repliant en combattant vers la Bresle puis la Seine-Maritime, la division est encerclée et capturée le 12 juin 1940 autour de Saint-Valery-en-Caux.